# 環境負荷
環境負荷（かんきょうふか）とは、環境に与える負の影響を指す。
環境負荷には、人的に発生するもの（廃棄物、公害、土地開発、干拓、戦争、人口増加など）があり、自然的に発生するもの（気象、地震、火山など）も環境負荷を与える一因である。
特に人的に発生する環境の保全上の支障の原因となるおそれのあるものを、日本の環境基本法では環境への負荷と呼ぶ。
環境への負荷を数値化したものとしては、人間が消費する資源量を再生産に必要な面積で現したエコロジカル・フットプリント、工業製品の生産から廃棄まで放出される二酸化炭素量で示すカーボンフットプリント、食糧や木材の移送による負荷を示したフードマイレージ ・ウッドマイルズなどがある。